# Agylla crassa
Agylla crassa là một loài bướm đêm thuộc phân họ Arctiinae, họ Erebidae.